# Jürgen Schult
Jürgen Schult, född den 11 maj 1960, i Amt Neuhaus, är en tysk (tidigare östtysk) före detta diskuskastare, främst känd för sitt världsrekord i diskus 1986. Schult har en mängd medaljer från stora internationella mästerskap med VM-guldet från 1987 och OS-guldet från 1988 som största framgångar.  
Schults rekord har omgärdats av dopningsmisstankar och han finns i östtyska arkiv listad som brukare av anabola steroider från år 1981 och framåt.[källa behövs] Schult nekar dock än idag till att ha tagit någon otillåten substans under sin aktiva karriär.

## Idrottskarrär
Schults genombrott kom vid junior-EM 1979 där han vann. 1983 deltog han vid det första världsmästerskapet i Helsingfors 1983 där han slutade på en femte plats. Han kunde inte delta vid de olympiska sommarspelen 1984 i Los Angeles då östländerna bojkottade dem. Den 6 juni 1986 överträffade Schult det gamla världsrekordet i diskus med 2,22 meter via ett kast på 74,08 meter (ett rekord som stod sig till 2024, då Mykolas Alekna kastade 74,35). Under hela karriären lyckades tysken endast ytterligare en gång kasta längre än 70 meter (70,46 meter 1988).
Förutom världsrekordet är Schults främsta meriter gulden från OS 1988 i Seoul respektive VM 1987 i Rom. Ett EM-guld från Split 1990 har han också.
Andra meriter är VM-silver efter Anthony Washington vid VM 1999 och OS-silver vid Olympiska sommarspelen 1992 efter Romas Ubartas. Schults sista mästerskap var OS i Sydney 2000 där han som 40-åring slutade på åttonde plats. 
Numera har Schult ansvaret för Tysklands manliga diskuskastare.

### Dokument över dopning
I dokument från 1986 som finns kvar från de gamla östtyska arkiven finns antecknat att Schult, liksom andra elitidrottare i kastgrenarna, var dopad med substansen dehydrochlormethyltestosteron (handelsnamn Oral-Turinabol). Schult angav för polismyndigheten som undersökte brott under DDR-tiden att han inte visste något om medikamentet fram till 1989. Andra personer från samma idrottsförening deklarerade däremot att dessa anabola steroider var kända för alla inblandade. Trots motsägelsen upprepade Schult senare sitt påstående inför en domare. När justitieministeriet i delstaten Mecklenburg-Vorpommern förklarade att de skulle starta en rättsprocess mot Schult medgav han att han hade ljugit angående kännedomen av medicinen. Han fick betala 12 000 DM i böter. Schult hävdar dock fortfarande att han inte använde dopningsmedlet.